# Schaueria parviflora
Schaueria parviflora là một loài thực vật có hoa trong họ Ô rô. Loài này được (Leonard) T.F. Daniel miêu tả khoa học đầu tiên năm 1990.